# Studios Baalbeck
Les Studios Baalbeck étaient une société de production cinématographique au Liban, fondée en 1963, et un des studios de cinéma les plus importants du monde arabe dans les années 1960 jusqu'à la moitié des années 1970. Les Studios Baalbeck ont cessé d'exister en 1995. De nombreuses oeuvres filmiques et musicales qu'ils ont produites ont pu être sauvegardées grâce à UMAM Documentation & Research, organisation non gouvernementale qui réunit des archives sur l'histoire du Liban.

## Histoire
Les Studios Baalbeck ont été fondés par l'homme d'affaires palestinien Badih Boulos, qui avait créé en 1957 la Société libanaise d'enregistrement artistique (LRC),. Badih Boulos fait partie des Palestiniens qui après la création d'Israël en 1948 trouvent refuge au Liban - de même que le propriétaire de la banque Intra (en), Youssef Beidas, qui soutient financièrement l'entreprise. Les techniciens des Studios étaient palestiniens et libanais.
Le projet des Studios Baalbek est né en 1962 peu de temps avant que Nasser ne décrète en Egypte la nationalisation du cinéma égyptien, mesure qui incite de nombreux artistes et techniciens du cinéma égyptiens à se tourner vers les sociétés de production libanaises, qui fonctionnaient dans un régime d'économie libérale.
L'âge d'or des Studios Baalbeck se situe entre 1965 à 1974. Les Studios Baalbeck réalisent des coproductions avec la Syrie, l'Egypte, ainsi que des compagnies occidentales. Les Studios développent des films en couleur, alors que pour disposer de cette option technologique les cinéastes devaient auparavant s'adresser à des laboratoires étrangers.
Jean Becker tourne Echappement libre en partie au Liban 1964 ; le Liban est aussi le lieu de tournage de La Grande Sauterelle de Georges Lautner en 1967 et de Honeybaby (en) de Michael Schultz en 1974. Parmi les réalisateurs libanais qui ont collaboré avec les Studios Baalbeck figurent Georges Nasser (réalisateur du célèbre Vers l'inconnu, Ila ayn, en 1957, premier film libanais projeté au Festival de Cannes), Michel Haroun (réalisateur des Fleurs rouges, Zouhour hamra, en 1957 et fondateur des Studios Haroun en 1950) et Georges Qa'i. Les Studios Baalbeck ont produit des chansons de la diva libanaise Fairouz, et de grands chanteurs égyptiens comme Mohammed Abdel Wahab et Farid al-Atrache.
Dans les années 1960-1970, les films étaient précédés de 5 à 10 minutes d'actualités cinématographiques ; les Studios Baalbeck traitaient la plupart des actualités du Moyen-Orient.
Outre la production, les Studios Baalbeck assuraient la conservation dans de bonnes conditions de films pour ceux qui souhaitaient effectuer un dépôt.
En 1971, la banque Intra augmente sa part de propriété dans les studios Baalbeck à 82 %.
Pendant la guerre du Liban, la production de films par les studios de Baalbeck est devenue sporadique. Les studios ont été pillés à plusieurs reprises durant cette période.
Les Studios de Baalbeck ont été relancés après la guerre. Cependant, ils ont fermé leurs portes en 1994. Les bureaux des Studios Baalbeck étaient situés dans la banlieue de Beyrouth à Sin el Fil.

## Importance dans l'histoire du cinéma libanais
Les Studios Baalbeck constituent un élément central dans une « industrie cinématographique libanaise naissante », avec d'autres sociétés rivales comme les Studios Haroun, ou le Studio du Cèdre (Al-Arz) ; ainsi selon l'historien du cinéma Hady Zaccak, « au milieu des années 60, on disposait de l’infrastructure nécessaire pour réaliser un film entier au Liban, de la préproduction à la postproduction, avec une équipe libanaise. ».
Cette industrie cinématographique nationale fait défaut depuis la fin de la guerre du Liban en 1990. La dépendance a l'égard des industries cinématographiques étrangères peut expliquer la couleur occidentale de la plupart des films libanais réalisés depuis la fin du XXe siècle et reconnus internationalement. Il en va ainsi notamment des films d'auteur de Ghassan Salhab, du couple formé par Joana Hadjithomas et Khalil Joreige ou des films plus « grand public » de Ziad Doueiri et Nadine Labaki. S'il est vrai que cette couleur occidentale est due dans une large mesure à la formation des réalisateurs et au financement de leurs films, elle est attribuable aussi à la faiblesse de l'industrie cinématographique au Liban. L'absence de sociétés de production de l'envergure des Studios Baalbeck au Liban oblige les cinéastes à « se plier aux exigences des laboratoires internationaux de développement de films, des marchés de coproduction et d’une poignée de fonds, autrefois essentiellement européens, aujourd’hui plutôt régionaux », selon le quotidien libanais L'Orient-Le Jour.

## Rôle d'UMAM dès 2010
En 2010, alors que le bâtiment de l'entreprise est sur le point d'être démoli, et les oeuvres qu'il contient jetées dans une déchetterie, Lokman Slim, cofondateur avec Monika Borgmann de l'ONG UMAM Documentation & Research, achète toutes les archives des Studios qui avaient échappé aux actes de pillages durant la guerre, les sauvant ainsi de la destruction. L'Etat libanais n'a pris aucune initiative, au sortir du long conflit des années 1975-1990, pour préserver les oeuvres cinématographiques dans le pays ; aussi, le rôle des acteurs privés et des ONG dans de domaine est crucial.
UMAM Documentation & Research restaure des pellicules, et des bandes-son des oeuvres produites par les Studios Baalbeck,, avec l'aide de l'institution cinématographique allemande Arsenal, qui a contribué à numériser le matériel cinématographique.
UMAM organise plusieurs expositions dès 2013 liées aux Studios Baalbeck. En février 2023, l'ONG propose en collaboration avec l'Institut français de Beyrouth une exposition de créations artistiques réalisées à partir d'archives des Studios Baalbeck (dans le cadre d'un projet appelé « Nazrati », « Ma vision »). En 2024, lors de la Journée internationale des archives le 9 juin, UMAM inaugure une nouvelle exposition portant sur le matériel visuel des Studios Baalbeck.
Outre UMAM, l'Université Saint-Esprit de Kaslik et l'Université Notre-Dame-Louaizé conservent des bandes sonores de films des Studios Baalbeck.

## Film documentaire, 2017
En 2017, le film documentaire Dans les ruines du Studio Baalbeck (Bayna Hayakel Studio Baalbeck, 47 minutes) réalisé par Siska (pseudonyme de Elie Alexandre Habib, né en 1984) artiste libanais vivant en Allemagne, retrace l'histoire de cette société de production cinématographique. Il a été projeté aux Cairo Cinema Days et au Festival international du film de Berlin en 2018. Son titre fait référence au premier film parlant tourné au Liban, Dans les ruines de Baalbeck (Bayna Hayakel Baalbeck), réalisé en 1933 par Julio de Luca et Karam Boustany.